# Costinel Tofan
Costinel Andrei Tofan (Pitești, 2 agosto 1996) è un calciatore rumeno, difensore dell'Argeș Pitești.

## Carriera
Il 1º luglio 2017 viene acquistato a titolo definitivo dalla squadra rumena dell'Argeș Pitești.

## Statistiche

### Presenze e reti nei club
Statistiche aggiornate al 26 maggio 2021.
| Stagione             | Squadra              | Campionato           | Campionato | Campionato | Coppe nazionali | Coppe nazionali | Coppe nazionali | Coppe continentali | Coppe continentali | Coppe continentali | Altre coppe | Altre coppe | Altre coppe | Totale | Totale |
| Stagione             | Squadra              | Comp                 | Pres       | Reti       | Comp            | Pres            | Reti            | Comp               | Pres               | Reti               | Comp        | Pres        | Reti        | Pres   | Reti   |
| -------------------- | -------------------- | -------------------- | ---------- | ---------- | --------------- | --------------- | --------------- | ------------------ | ------------------ | ------------------ | ----------- | ----------- | ----------- | ------ | ------ |
| 2015-2016            | Balotești            | L2                   | 10         | 0          | CR              | 0               | 0               |                    | -                  | -                  |             | -           | -           | 10     | 0      |
| 2016-2017            | Sepsi                | L2                   | 15         | 1          | CR              | 1               | 0               |                    | -                  | -                  |             | -           | -           | 16     | 1      |
| 2017-2018            | Argeș Pitești        | L2                   | 20         | 0          | CR              | 1               | 0               |                    | -                  | -                  |             | -           | -           | 21     | 0      |
| 2018-2019            | Argeș Pitești        | L2                   | 28         | 0          | CR              | 0               | 0               |                    | -                  | -                  |             | -           | -           | 28     | 0      |
| 2019-2020            | Argeș Pitești        | L2                   | 23         | 0          | CR              | 0               | 0               |                    | -                  | -                  |             | -           | -           | 23     | 0      |
| 2020-2021            | Argeș Pitești        | L1                   | 31         | 0          | CR              | 1               | 0               |                    | -                  | -                  |             | -           | -           | 32     | 0      |
| Totale Argeș Pitești | Totale Argeș Pitești | Totale Argeș Pitești | 102        | 0          |                 | 2               | 0               |                    | -                  | -                  |             | -           | -           | 104    | 0      |
| Totale carriera      | Totale carriera      | Totale carriera      | 127        | 1          |                 | 3               | 0               |                    | -                  | -                  |             | -           | -           | 130    | 1      |

## Palmarès

### Club

#### Competizioni nazionali
- Liga II: 1

Argeș Pitești: 2024-2025